# Липовець (селище)
Липовець —  селище в Україні, в Липовецькій міській громаді Вінницького району Вінницької області. Населення становить 549 осіб. В селищі знаходиться однойменна залізнична станція Одеської залізниці.

## Історія
12 червня 2020 року, розпорядженням Кабінету Міністрів України № 707-р «Про визначення адміністративних центрів та затвердження територій територіальних громад Вінницької області», увійшло в Липовецьку міську громаду.
19 липня 2020 року, в результаті адміністративно-територіальної реформи та ліквідації Липовецького району, селище увійшло до складу Вінницького району.

## Персоналії
- Бондар Олександр Васильович — залізничник, Герой Соціалістичної Праці.
- Бурдяк Віра Іванівна — український історик, професор кафедри політології і державного управління Чернівецького національного університету, доктор політичних наук.

## Галерея

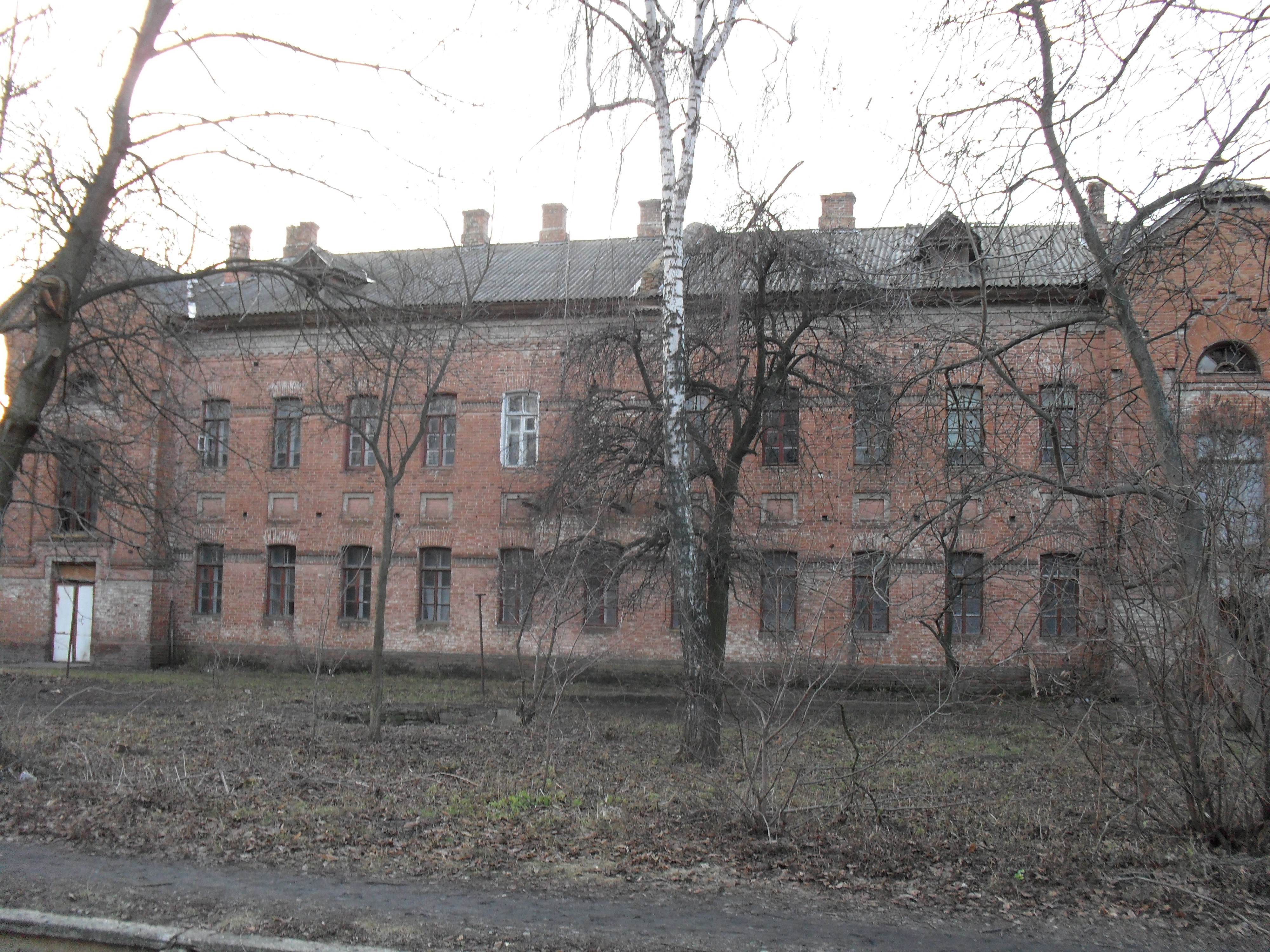
Будівля поблизу залізничної станції
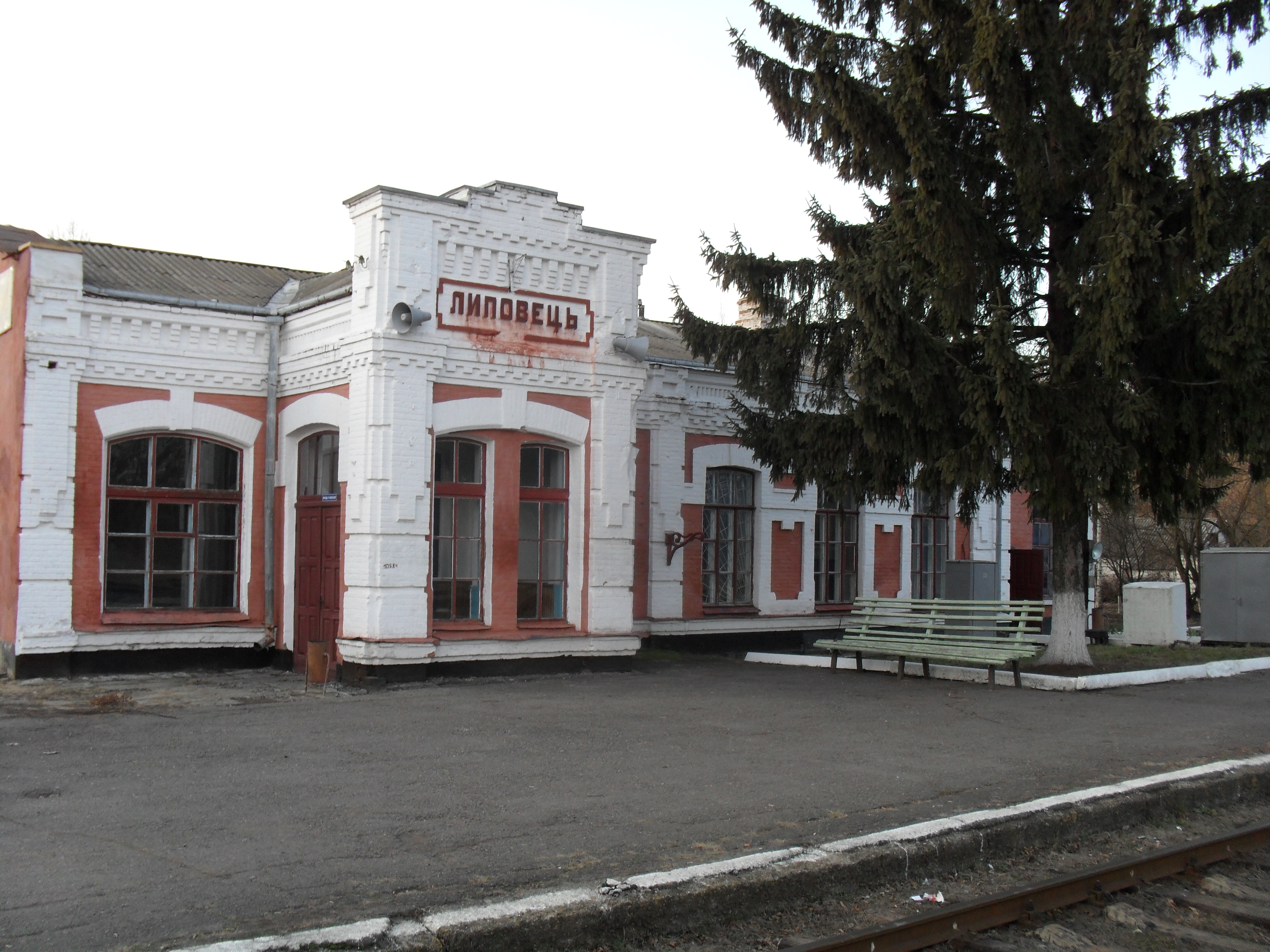
Залізнична станція "Липовець"
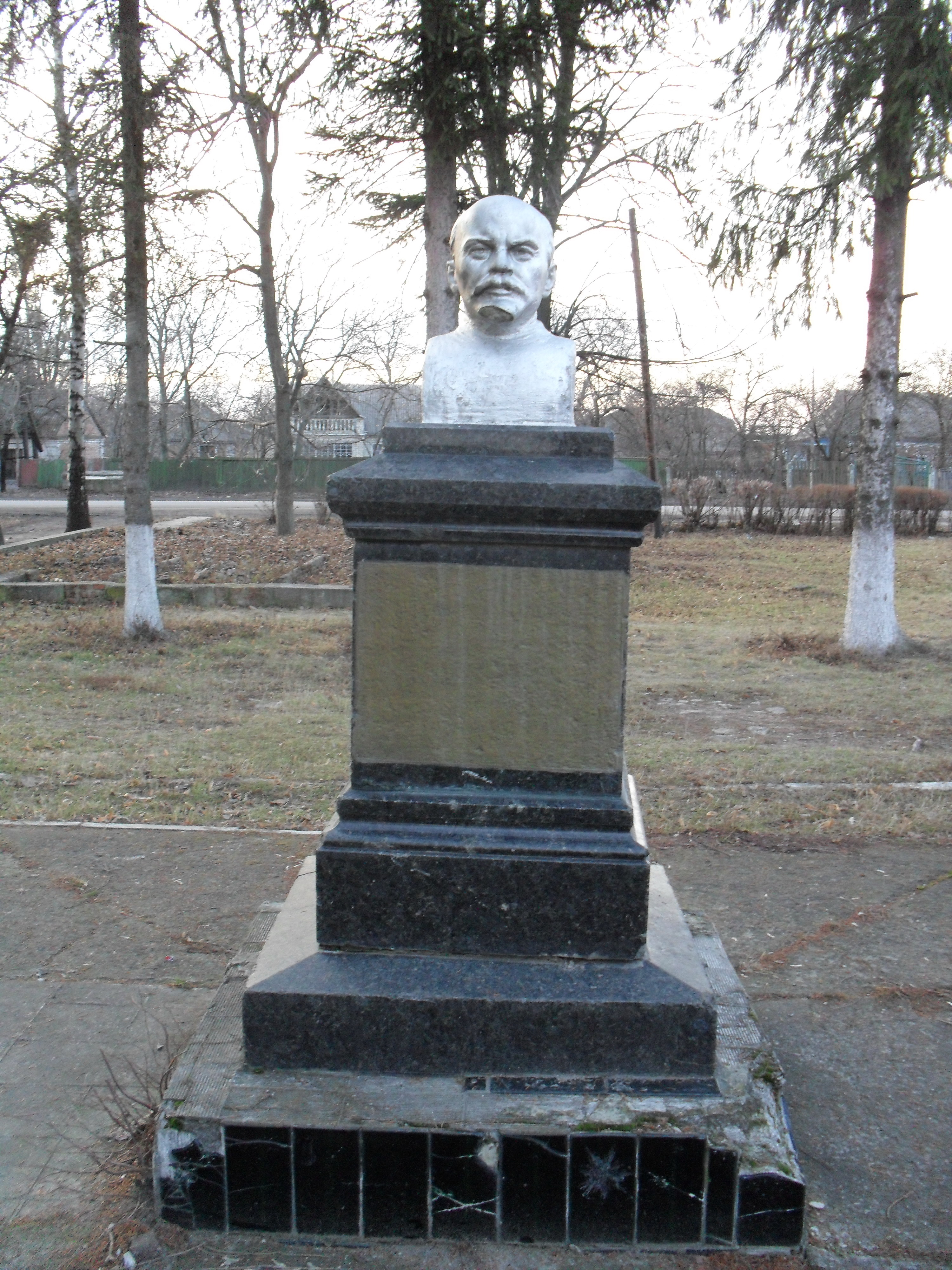
Бюст Леніна поблизу станції (демонтовано)
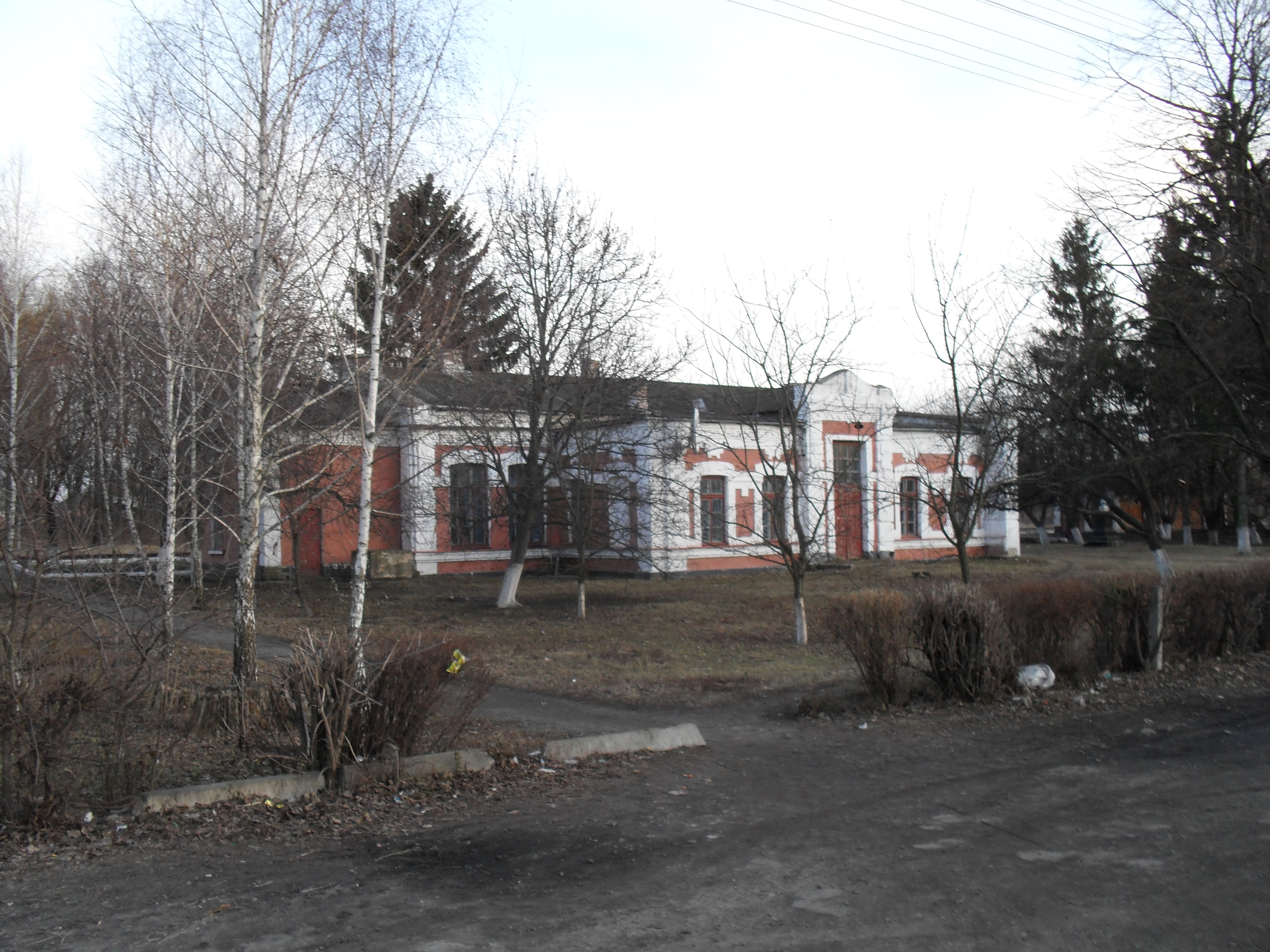
Вокзал станції "Липовець"
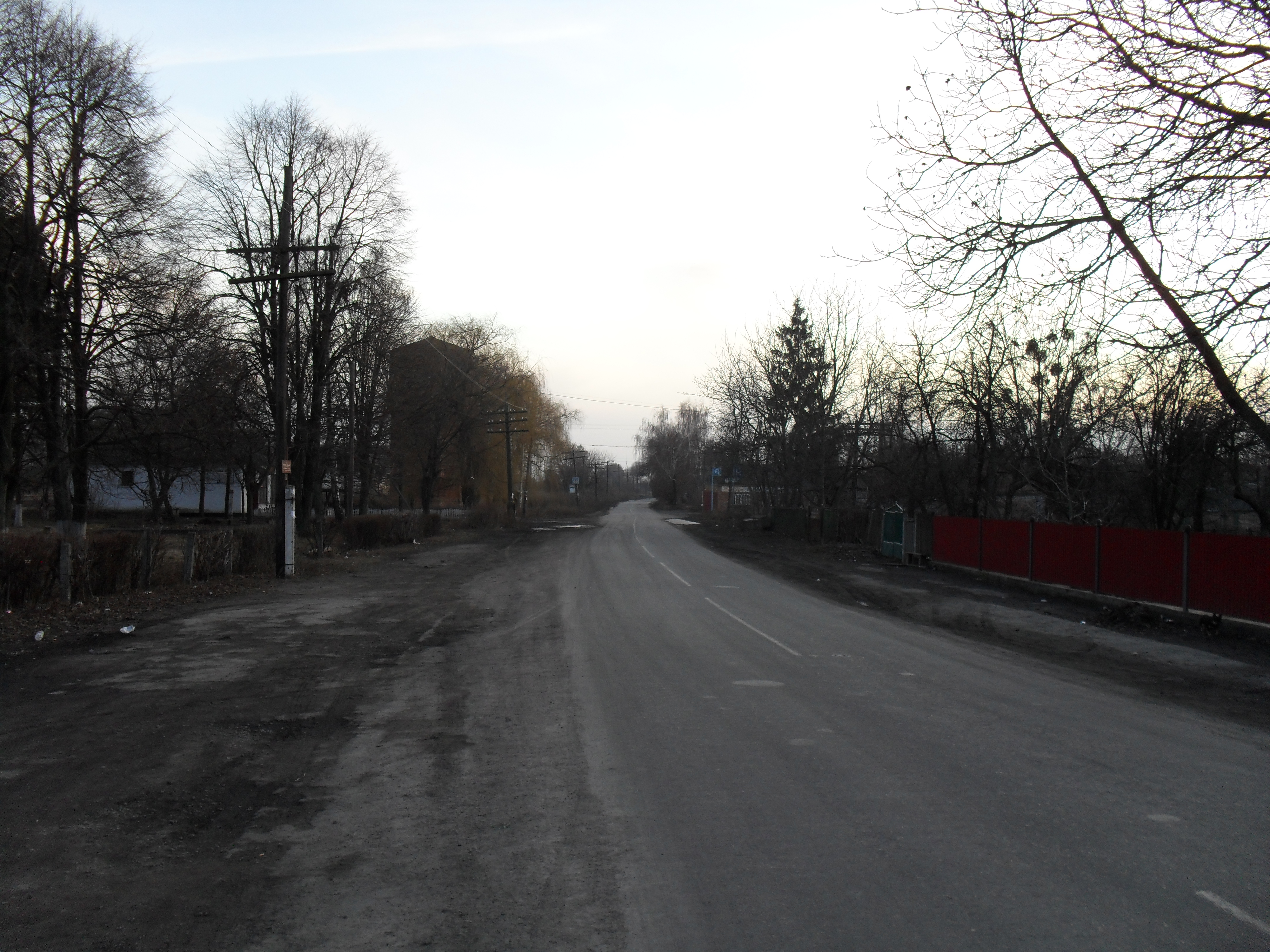
Центральна вулиця селища
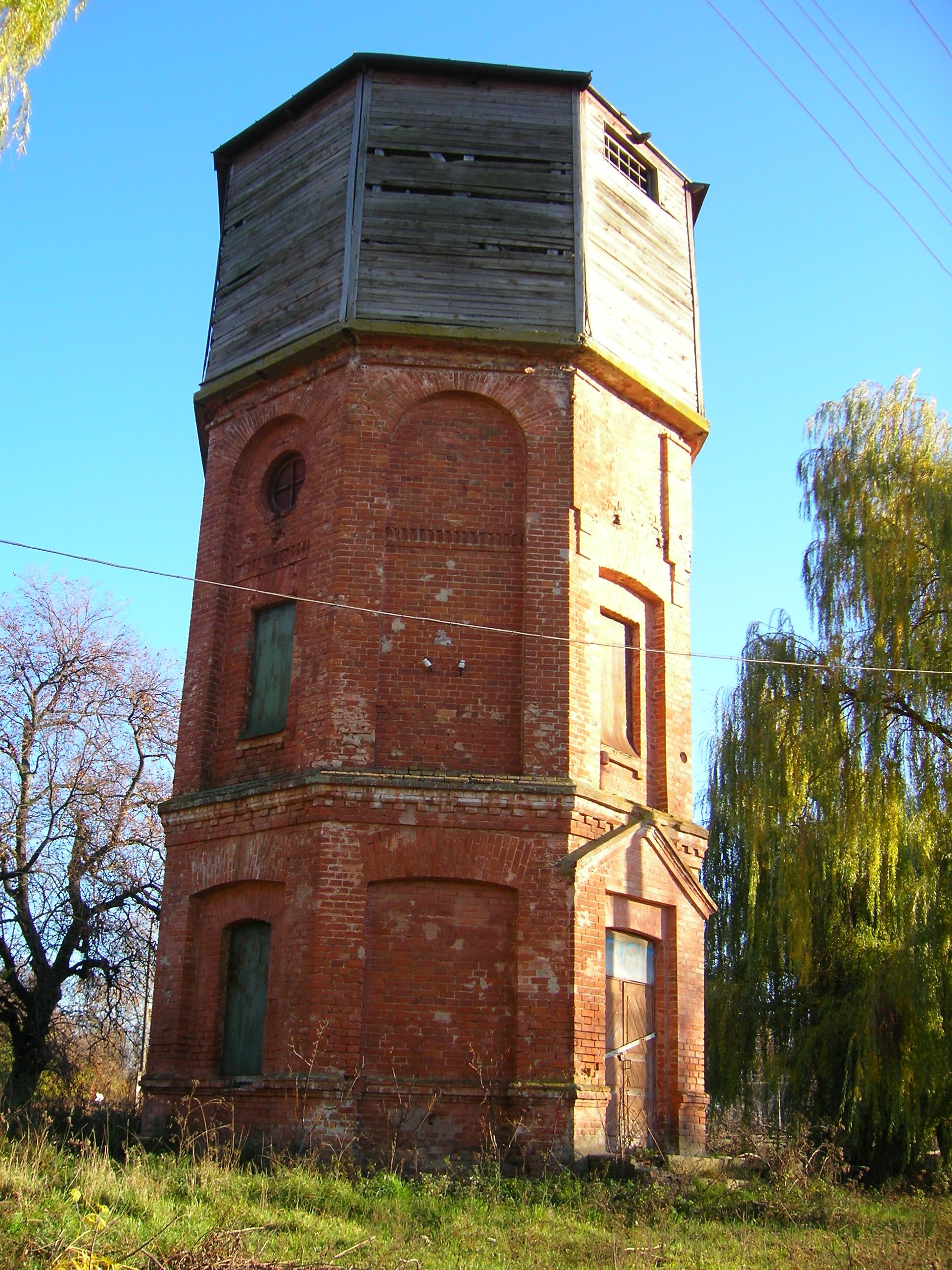
Водонапірна башта
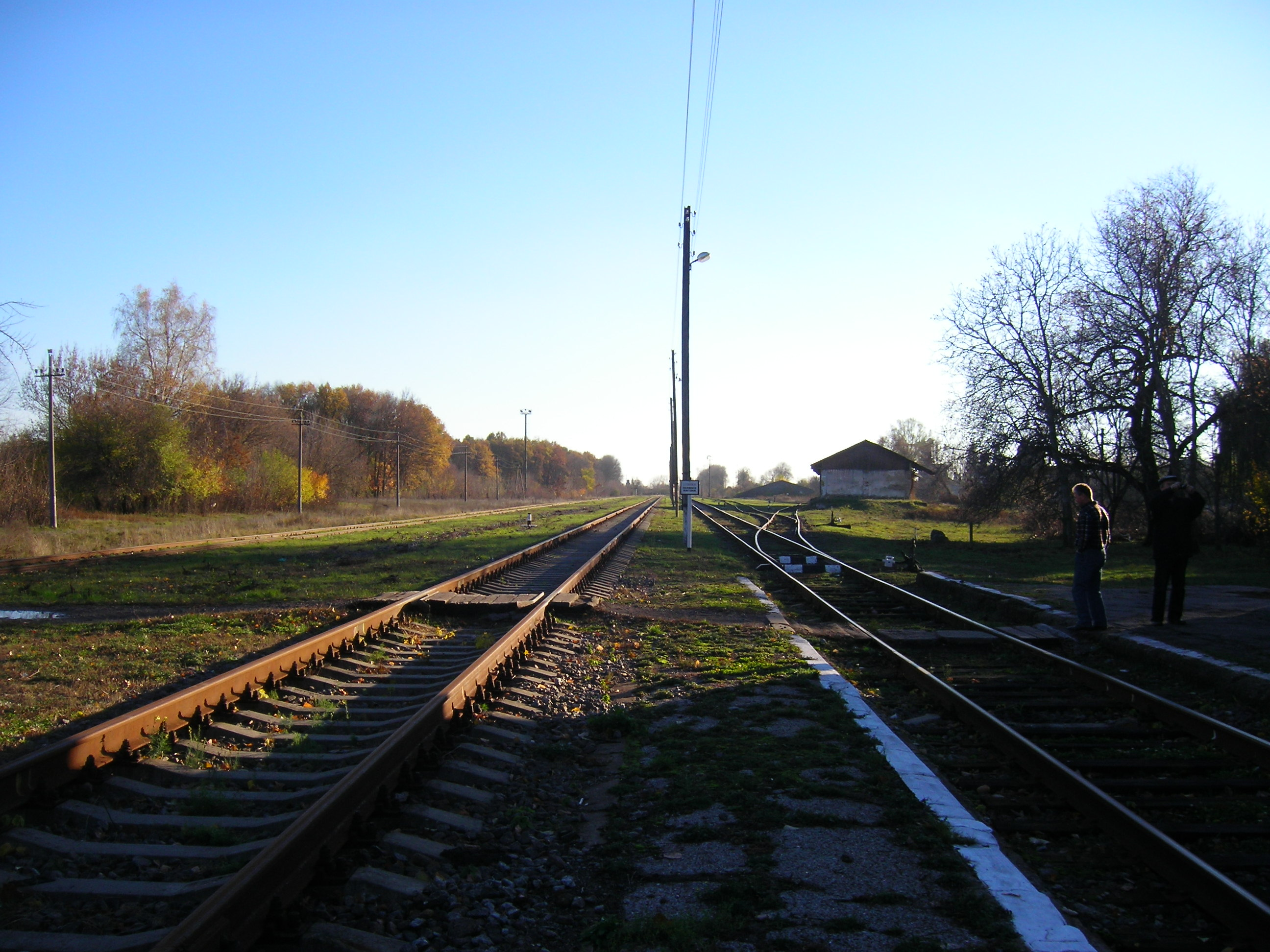
Платформа залізничної станції
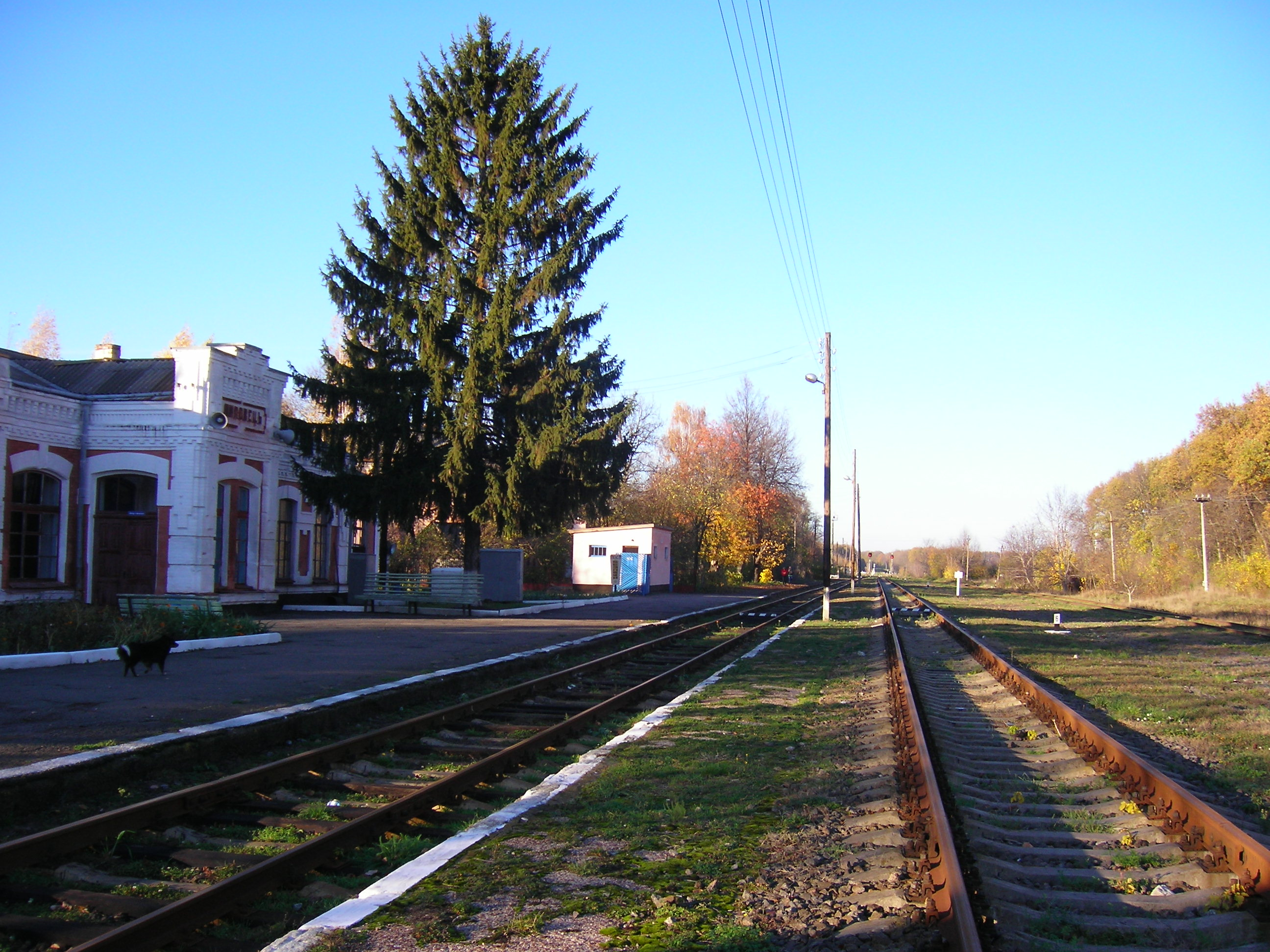
Платформа залізничної станції
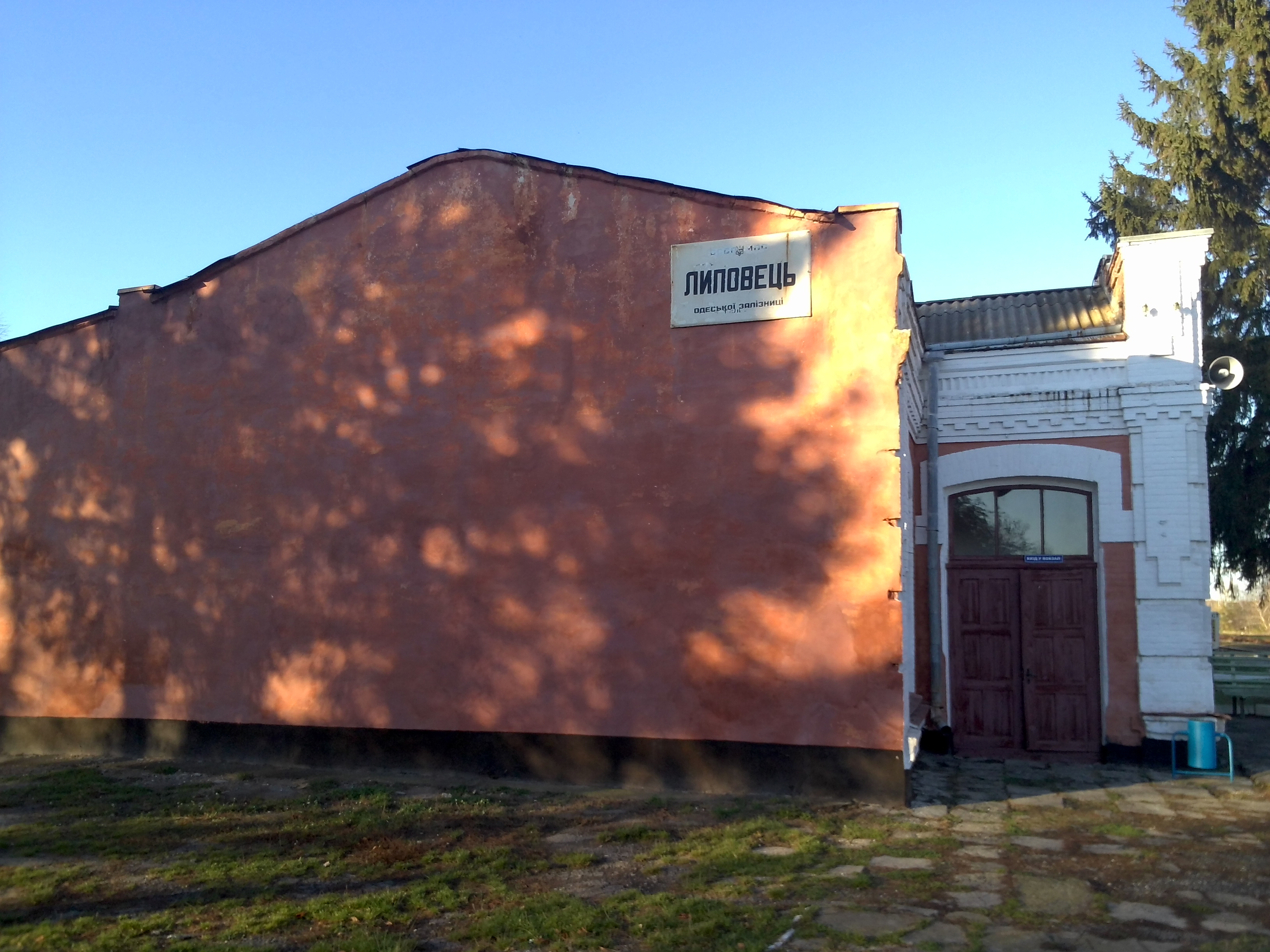
Залізнична станція
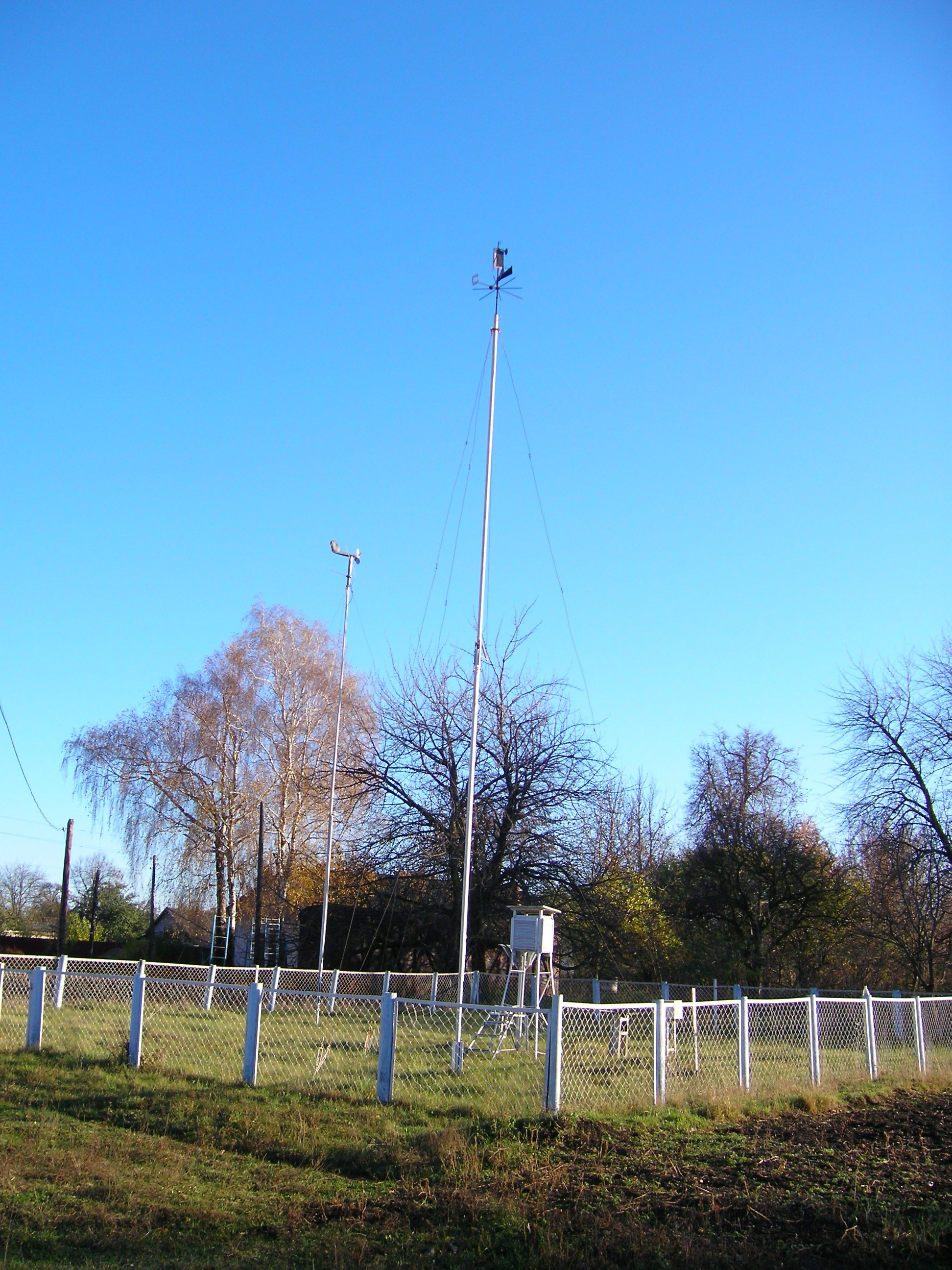
Липовецька метеостанція
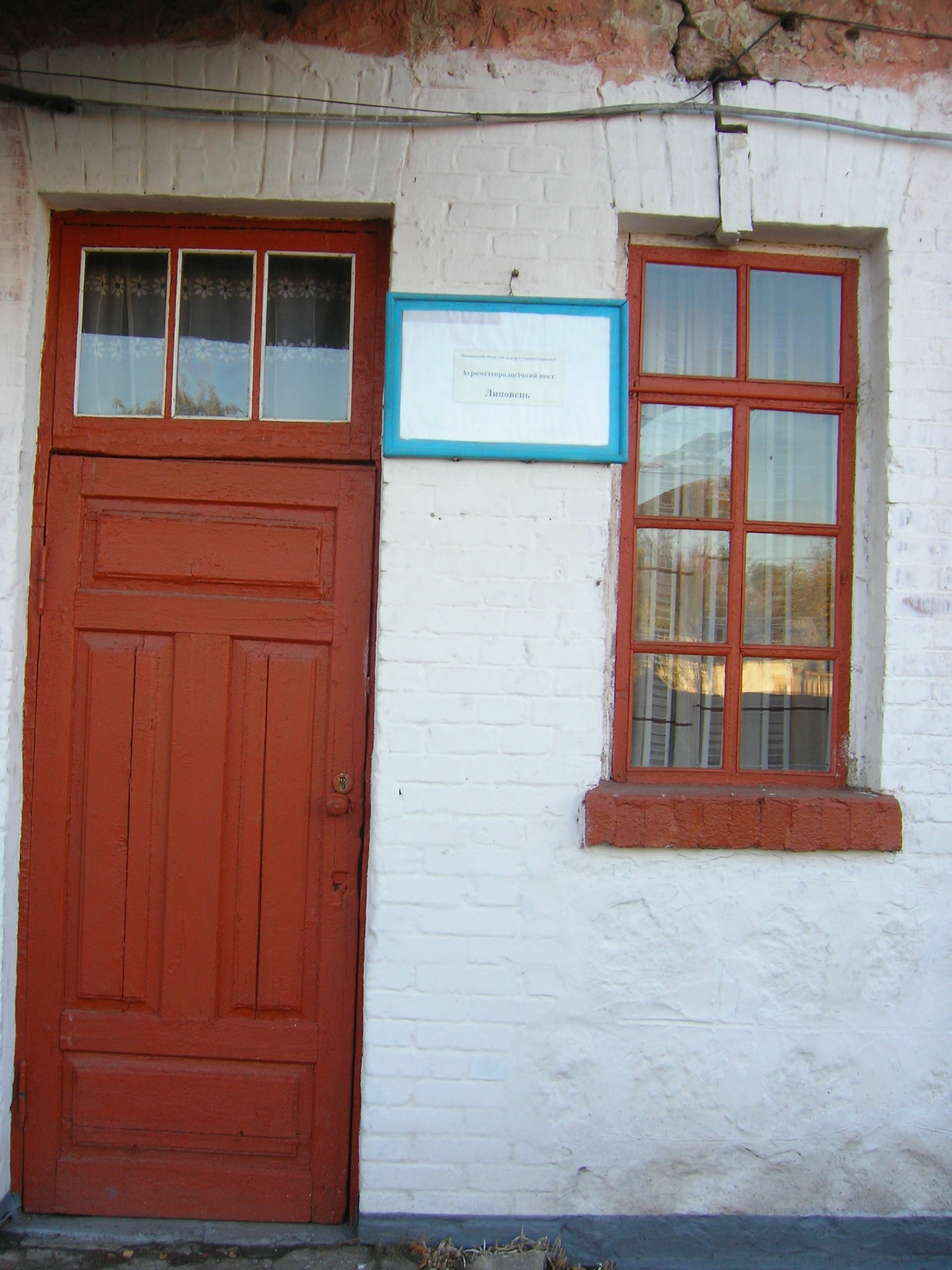
Будівля Липовецької метеостанції
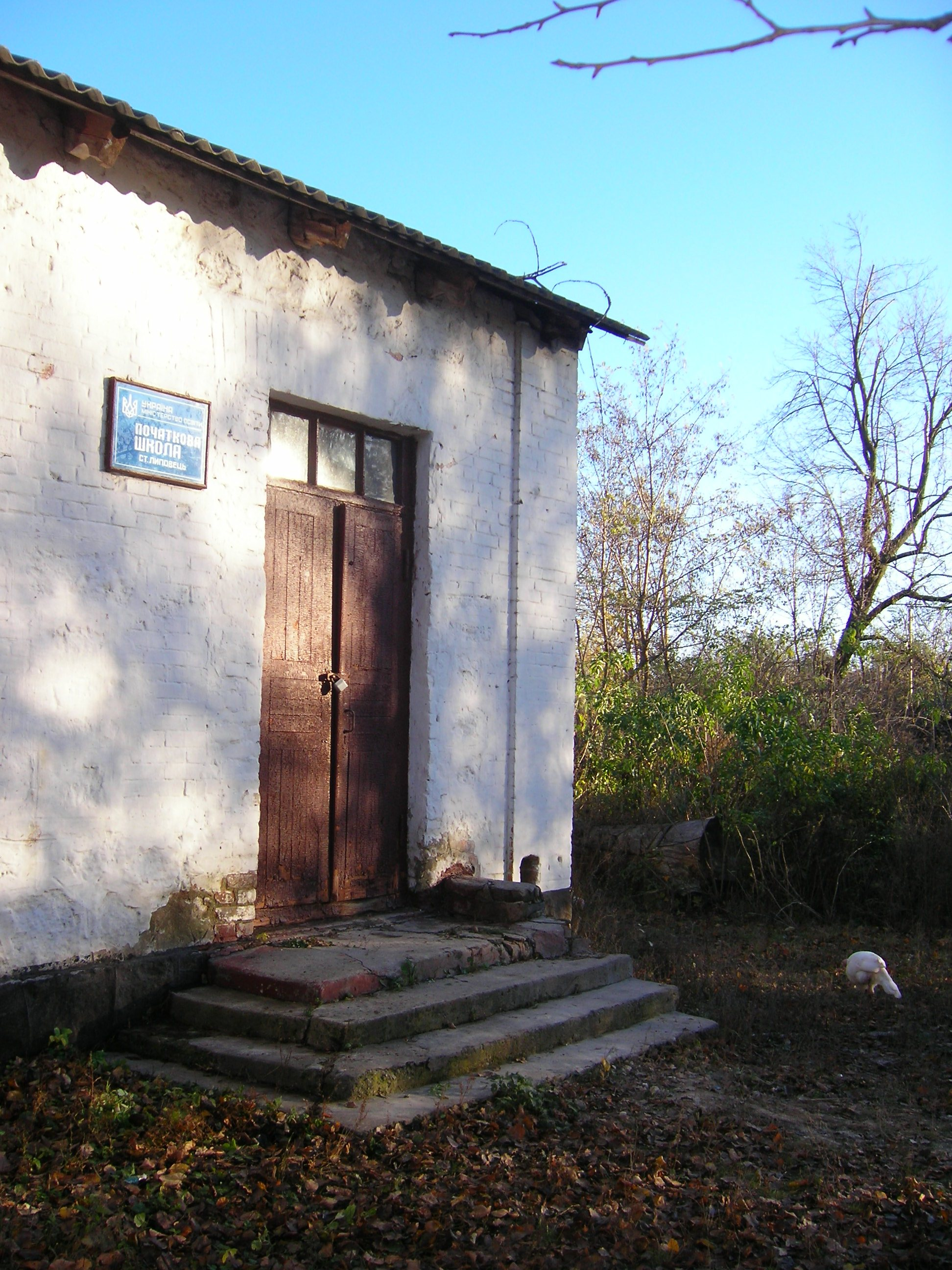
Будівля колишньої початкової школи
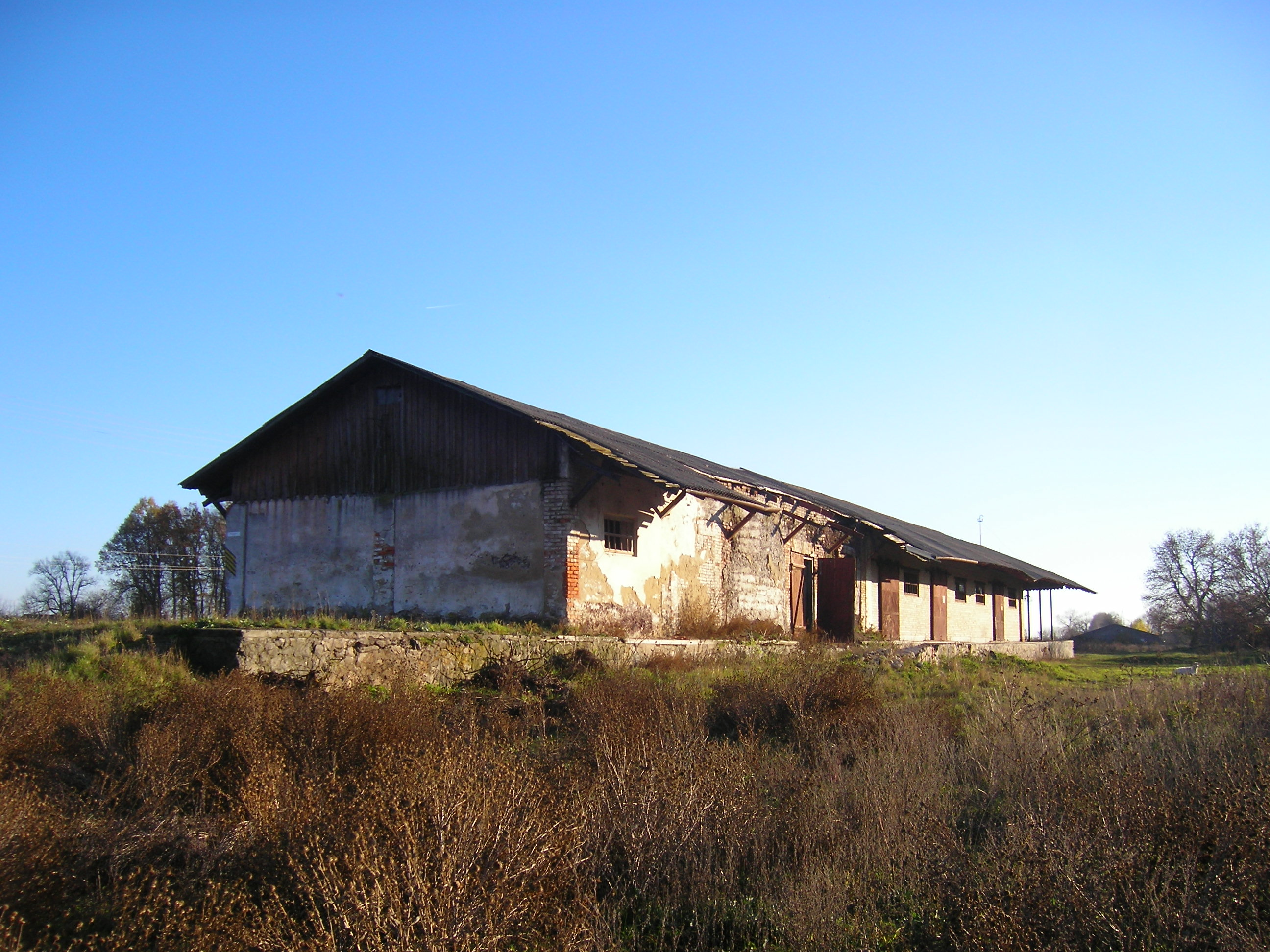
Будівля, у якій під час війни окупанти тримали підпільників
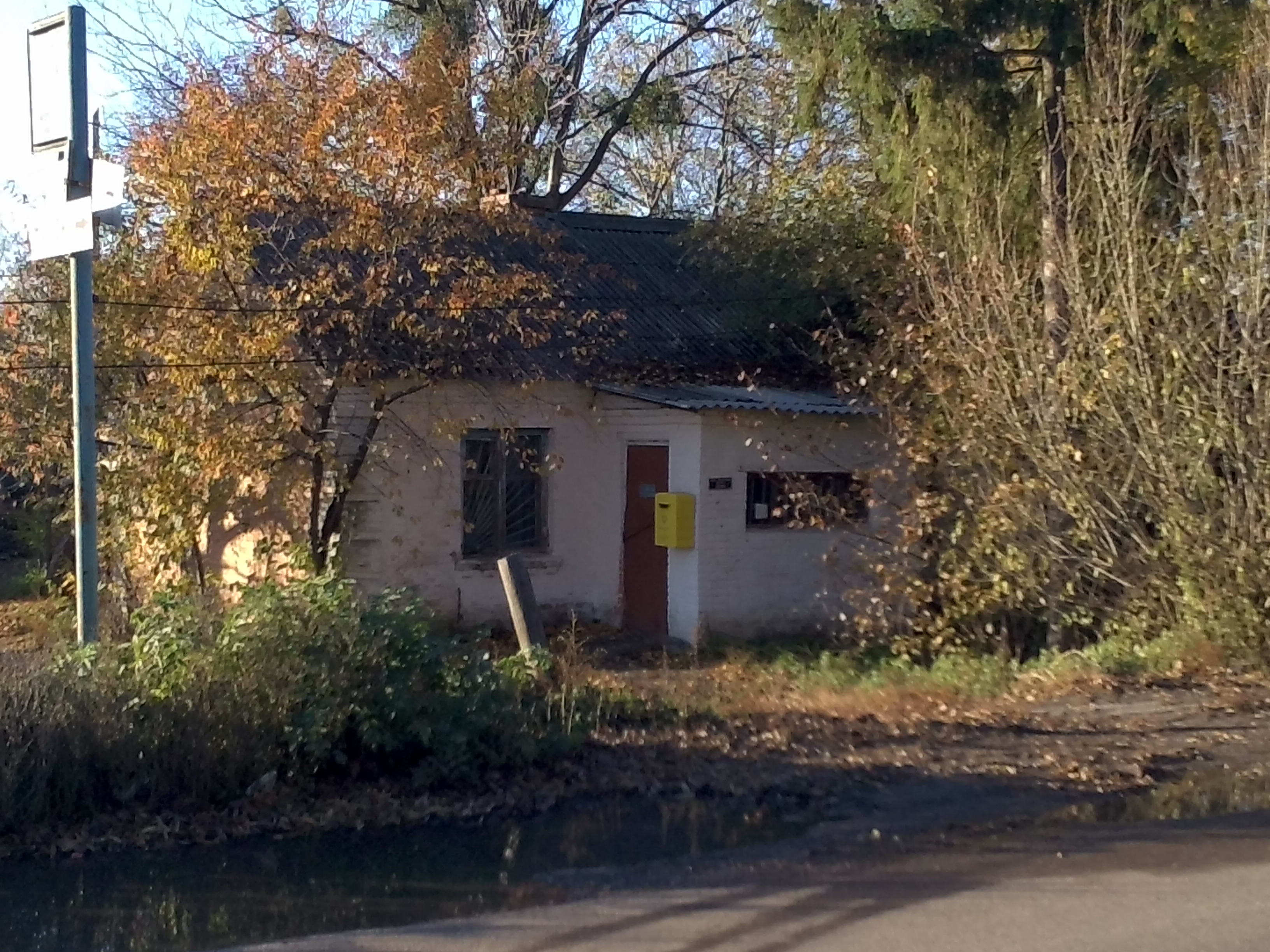
Пошта
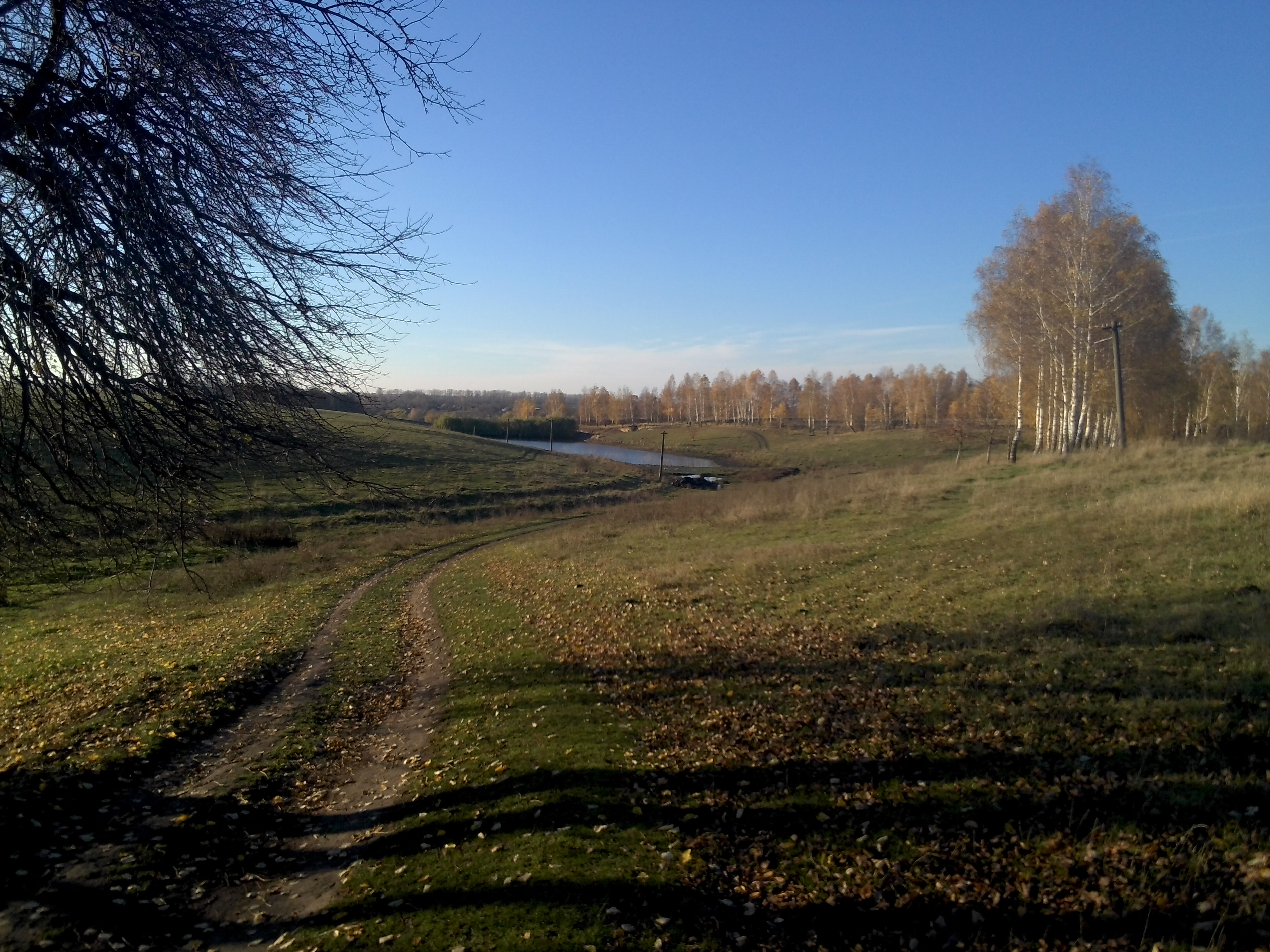
Краєвид
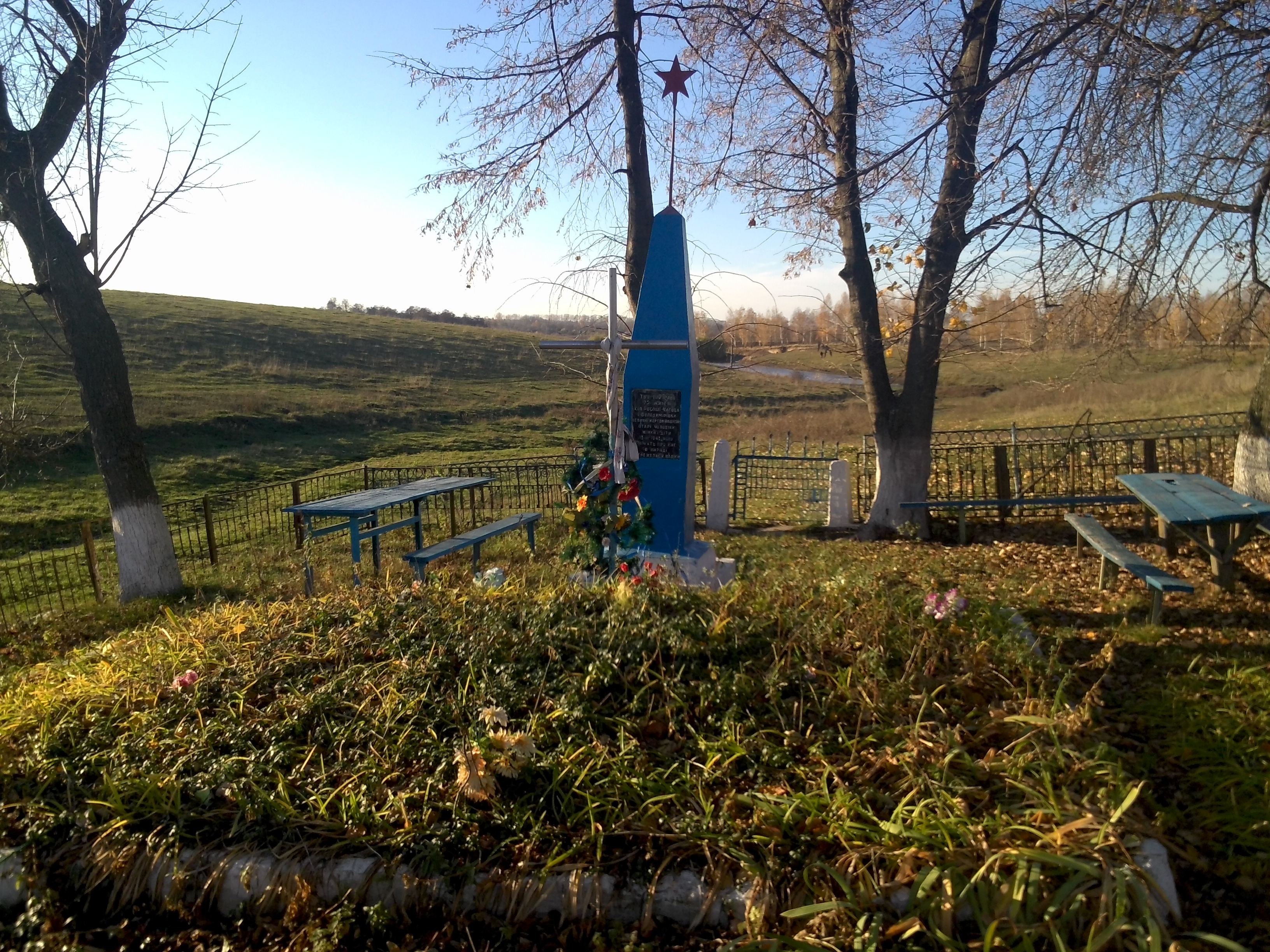
Братська могила жертв фашизму у полі
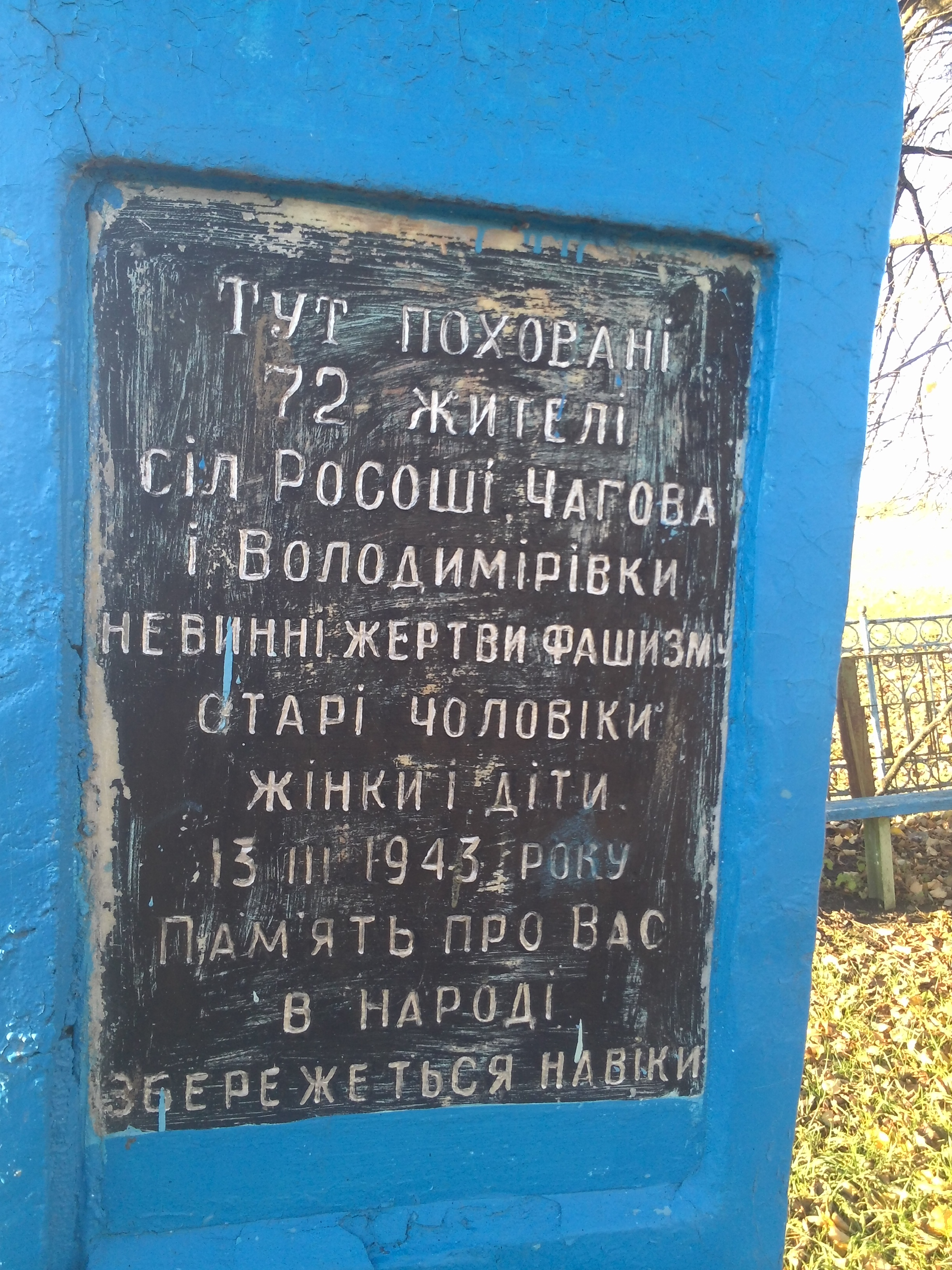
Напис на Братській могилі
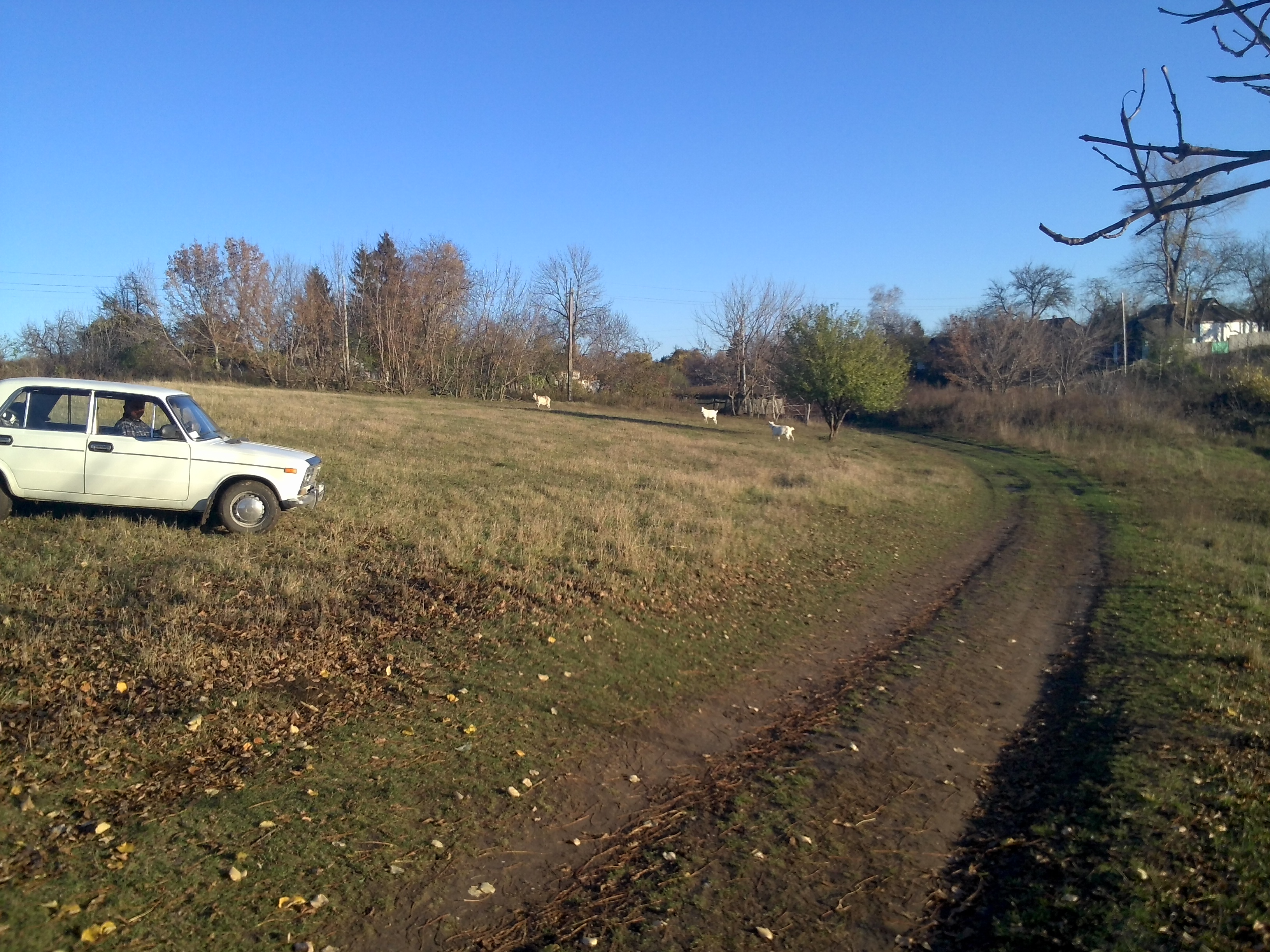
Краєвид

.